# Torgny (nome)
Torgny  è un nome proprio di persona svedese maschile.

## Varianti
- Maschili: Thorgny

## Origine e diffusione
Riprende il nome norreno Þórgnýr o Þorgnýr (tuttora usato in questa forma in islandese): è composto dal nome del dio Thor e da gnýr ("rumore", "brontolio", "mormorio"), e può quindi essere interpretato come "rumore di Thor", "mormorio di Thor". Nella Heimskringla figurano tre diversi Lögsögumaður di nome Þorgnýr.

## Onomastico
Non esistono santi che portano questo nome, che quindi è adespota. L'onomastico può essere festeggiato in occasione di Ognissanti, il 1º novembre.

## Persone
- Torgny Lindgren, scrittore svedese
- Torgny Mogren, fondista svedese